# Passy-en-Valois
Passy-en-Valois település Franciaországban, Aisne megyében. Lakosainak száma 125 fő (2022. január 1.). Passy-en-Valois Dammard, La Ferté-Milon, Macogny és Marizy-Sainte-Geneviève községekkel határos.

## Népesség
A település népességének változása:
| Lakosok száma | 172  | 118  | 123  | 143  | 159  | 156  | 148  | 132  | 129  | 125  |
|               | 1968 | 1982 | 1990 | 2006 | 2013 | 2015 | 2017 | 2019 | 2020 | 2022 |